# Рулёв, Андрей Иванович
Андрей Иванович Рулёв (8 сентября 1923 года — 31 января 1988 года) —  сержант, наводчик орудия 849-го Ясского артиллерийского полка 294-й стрелковой дивизии 73-го стрелкового корпуса 52-й армии 2-го Украинского фронта, полный кавалер Ордена Славы (1946).

## Биография
Родился 8 сентября 1923 года в деревне Старая Криуша ныне Петропавловского района Воронежской области в крестьянской семье.
Окончил 5 классов, в дальнейшем работал в совхозе.
В 1943 году был призван в РККА, с этого же времени находился на фронтах Великой Отечественной войны.
1 января 1944 года гвардии рядовой Рулёв, будучи наводчиком противотанкового ружья 66-го отдельного гвардейского истребительно-противотанкового дивизиона 58-й гвардейской стрелковой дивизии 37-й армии 2-го Украинского фронта при отражении контратаки противника в районе населённого пункта Мышеловка Кировоградской области из противотанкового ружья подавил пулемёт, мешавший продвижению стрелков. 2 января 1944 года награждён орденом Славы 3 степени.
11 августа 1944 года в составе того же дивизиона и дивизии 3-й гвардейской армии 1-го Украинского фронта в бою у населенного пункта Жабец в 4 км к северу от Щецина в составе расчета поразил несколько солдат противника. На следующий день при отражении вражеской контратаки расчётом Рулёва были выведены из строя 3 танка противника, в ходе боя получил ранение. 24 сентября 1944 года награждён орденом Славы 2 степени.
14 февраля 1945 года, будучи командиром орудия того же дивизиона и дивизии 5-й гвардейской армии 1-го Украинского фронта в бою на подступах к городу Бреслау вывел из строя до отделения вражеских солдат и 3 пулемёта.
17 февраля 1945 года огнём орудия поразил 2 пулемета, мелкокалиберную зенитную пушку и несколько солдат противника, в ходе боя получил контузию. 27 июня 1945 года Указом Президиума Верховного Совета СССР награждён орденом Славы 1 степени, став полным кавалером ордена Славы.
В 1945 году демобилизован в звании старшины. После демобилизации жил в городе Миллерово Ростовской области.
Умер 31 января 1988 года.